# Sankt Stefan Štiljanovićs kyrka
Sankt Stefan Štiljanovićs kyrka (serbisk kyrilliska: Црква светог Стефана Штиљановића; latinska: Crkva svetog Stefana Štiljanovića; kroatiska: Crkva Svetog Stefana Štiljanovića) är en serbisk-ortodox kyrkobyggnad belägen i orten Karanac, i staden Osijek i länet Baranja, i östra Kroatien. 
Kyrkan är helgad åt det serbiska helgonet Stefan Štiljanović och tillhör det serbisk-ortodoxa stiftet Osječko poljes och Baranjas stift.

## Historik
Sankt Stefan Štiljanovićs kyrka började byggas år 1988, då grunden invigdes av biskopen av Šumadija. Den blev delvis färdig på utsidan 1991. 2002 blev den helt färdig och invigdes samma år.